# Голубков, Владимир Александрович
Владимир Александрович Голубков (7 января 1962, Наро-Фоминск, Московская область, РСФСР — 10 марта 2015, Челябинск, Российская Федерация) — профессиональный советский, российский гандболист и тренер, мастер спорта СССР международного класса (1983), заслуженный тренер России (2001).

## Биография
Начал заниматься спортом в Наро-Фоминске. В школьные годы увлекался легкой атлетикой, спорт, играми (баскетбол, волейбол, футбол и другими). С 1976 г. занимается гандболом (тренер В. И. Тунтаев). В 1979 г. был приглашен в юниорскую команду «Полёт» (Челябинск), в составе которой стал победителем первенства СССР (1982). В 1983 г. в составе сборной РСФСР выиграл Спартакиаду народов СССР, в составе сборной СССР стал чемпионом мира среди молодежи. В 1985 вместе с одноклубниками Валерием Гопиным и Михаилом Жуковым был включен в число кандидатов в олимпийскую сборную СССР. В 1984 г. окончил Челябинский государственный институт физической культуры по специальности «тренер-преподаватель физической культуры и спорта». 

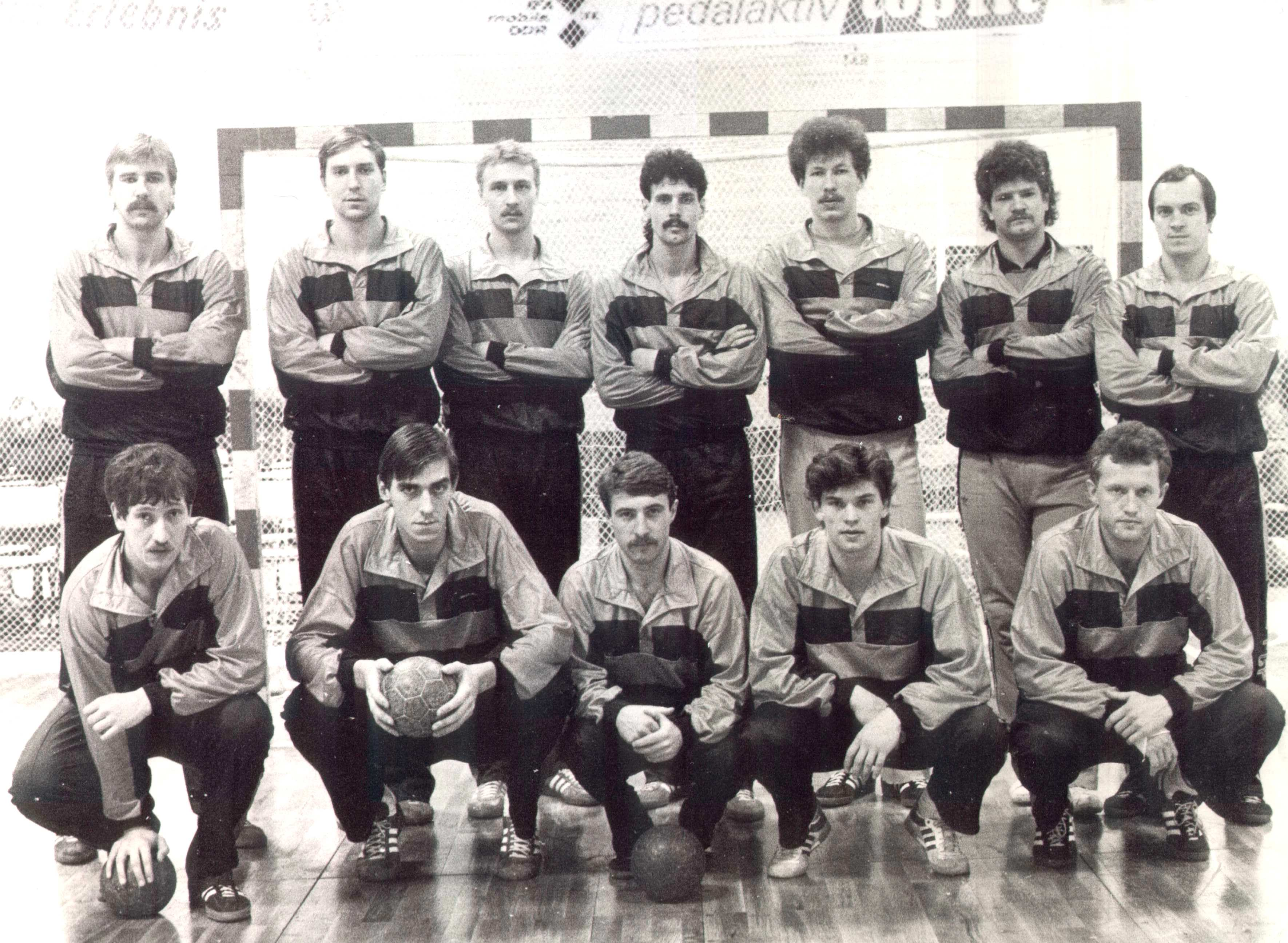
Гандбольная команда Полёт, г.Челябинск, 1989г.

С 1990 г. тренер команды «Полёт» (впоследствии «Локомотив-Полёт»), которая неоднократно побеждала на чемпионатах России (1993, 1994, 1996, 1997, 1999). Принимал участие в подготовке чемпиона мира-1997, Европы-2000 и Олимпийских игр-2000 Станислава Кулинченко, чемпиона Европы-2000 Эдуарда Москаленко. За период работы Владимира Голубкова на посту тренера команды Полёт (впоследствии «Локомотив-Полёт») с 1990—2003, команда показала лучший результат в за всю историю существования клуба, став неоднократным серебряным и бронзовым призёром Чемпионата России, финалистом, полуфиналистом розыгрыша Кубков Европейской гандбольной федерации (European Handball Federation (EHF))

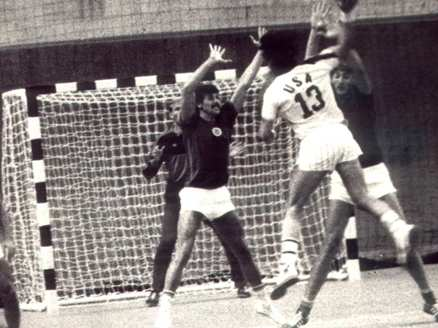
Игровой момент. Владимир Голубков в защите. Встреча национальных сборных команд СССР и США.

## Достижения
| 1982 | Победитель юниорского первенства СССР в составе команды Полёт г. Челябинск       |
| 1983 | Победитель VIII Спартакиады народов СССР в составе сборной РСФСР                 |
| 1983 | Чемпион Мира среди юниоров в составе сборной СССР                                |
| 1993 | Серебряный призёр Чемпионата России в составе команды Полёт (тренер)             |
| 1994 | Бронзовый призёр Чемпионата России в составе команды Полёт (тренер)              |
| 1995 | Финалист кубка EHF (Европейская федерация гандбола) (тренер)                     |
| 1996 | Серебряный призёр Чемпионата России в составе команды Полёт (тренер)             |
| 1997 | Серебряный призёр Чемпионата России в составе команды Полёт (тренер)             |
| 1998 | Полуфиналист Кубка обладателей Кубков Европейской гандбольной федерации (тренер) |
| 1999 | Бронзовый призёр Чемпионата России в составе команды Полёт (тренер)              |